# 한국주택금융공사
한국주택금융공사(韓國住宅金融公社, Korea Housing Finance Corporation)는 주택저당채권의 유동화 즉, 저당풀(Pool)을 기반으로 주택저당증권(MBS)을 발행하고 주택 금융 · 신용 보증 및 주택 담보 노후연금(주택연금) 보증 업무를 수행함으로써 주택금융 등의 장기적ㆍ안정적 공급을 촉진하여 국민의 복지 증진과 국민 경제의 발전에 이바지함을 목적으로 한국주택금융공사법에 의하여 2004년 3월 1일자로 설립된 금융위원회 산하 기금관리형 준정부기관이다. 서울특별시 중구 세종대로 17 YTN타워에 있었지만 2014년 12월 부산광역시 남구 문현금융로40 (문현동) 문현금융단지 부산국제금융센터로 이전하였다.

## 주요 사업
한국주택금융공사는 보금자리론과 적격 대출의 공급, 주택보증 공급, 주택연금 공급, 유동화증권(MBS,MBB)의 발행 업무를 담당하고 있다.

### 보금자리론
u-보금자리론이란 창구 방문 없이 언제 어디서나(ubiquitous) 인터넷 신청이 가능한 한국 유일의 주택담보대출을 말하며, 대출 실행일부터 만기일까지 고정금리가 적용되는 특징이 있다.

### 특례보금자리론
특례보금자리론은 기존의 보금자리론에 일반형 안심전환대출, 적격대출을 통합한 상품으로 1년간 한시 운영될 예정이다. 특례보금자리론 신청은 2023년 1월 30일부터 시작된다. 특례보금자리론 신청방법은 주택금융공사 홈페이지나 스마트주택 금융앱을 통해 신청하면 된다.

### 주택연금

#### (일반)주택연금
만 55세 이상의 주택소유자 또는 배우자가 소유주택(가입시점 시가 9억 원 이하)을 담보로 맡기고 평생 혹은 일정한 기간 동안 매월 연금방식으로 노후생활 자금을 지급받는 국가 보증의 금융상품(역모기지론)이다.
- 이를 위하여 공사는 연금 가입자를 위해 은행에 보증서를 발급하고 은행은 공사의 보증서에 의해 가입자에게 주택연금을 지급한다.

#### 사전가입주택연금
만50세 이상의 은퇴자와 하우스푸어 등의 부채 상환을 지원하기 위해 주택연금의 가입 연령을 낮추고 인출 한도를 확대한 국가가 보증하는 역모기지 상품을 말한다. 주요 특징은 2013년 6월 1일부터 2014년 5월 31일까지 1년간 한시적 운영되는 점이다.

### 유동화증권 발행

#### MBS(Mortgage-Backed Securities)(주택저당증권)
금융회사에서 주택담보대출을 받을 때 주택에 대한 근저당을 설정하게 된다. 이 때 금융회사가 그 주택을 담보로 대출금을 회수할 수 있는 권리, 주택저당채권을 보유하게 되는데 이 주택저당채권을 기초로 하여 발행하는 증권을 MBS라고 한다.

#### MBB(Mortgage-Backed Bond)(주택저당채권담보부채권)
유럽에서 많이 발행되고 있는 커버드본드(Covered Bond)를 말한다.
MBS는 주택금융공사가 자기신탁을 설정하여 발행하는 수익증권인 반면 MBB는 주택금융공사가 신탁설정 없이 직접 발행하는 채권이라는 점에서 차이가 있다.

## 연혁
- 2004년 3월: 한국주택금융공사 창립

## 조직
- 감사
  - 감사실

### 한국주택금융공사장
- 부사장
  - 인사부
  - 리스크관리부
  - 주택금융연구원
  - HF미래인재원
  - 홍보실

#### 경영기획본부
- 기획조정실
- 재무회계부
- 경영혁신부
- 준법경영부
- 정보보호부

#### 유동화사업본부
- 정책모기지부
- 유동화증권부
- 국제금융부
- 유동화자산부
- 신탁자산부

#### 기금사업본부
- 주택보증부
- 기업보증부
- 주택연금부
- 채권관리부

#### 사업인프라본부
- 디지털전략부
- ICT운영부
- ICT인프라부
- 경영지원부
- 고객만족부

## 같이 보기
- 한국토지주택공사